# لینهم، ویلتشر
لینهم (به انگلیسی: Lyneham) یک روستا در بریتانیا است که در ویلتشر واقع شده‌است. لینهم ۴٬۹۴۵ نفر جمعیت دارد.